# أبواب تلمسان
أبواب تلمسان؛ قال يحيى بن خلدون أن للمدينة: "خمسة أبواب قبلة باب الجياد وشرقًا باب العقبة وشمالًا باب الحلوي وباب القرمدين وغربًا باب كشوط. وهي مؤلفة من مدينتين ضمهما الآن سور واحد. وقال الملك أبو الفداء في مؤلفه أن لتلمسان ثلاثة عشر بابًا، علمًا أنه لم يزر تلمسان وإنما كان يستقي الأخبار عن غيره، وقد جاء ذكره لكل الأبواب، بينما اكتفى يحيى بن خلدون بالأبواب الكبرى. وقبلهما ذكر البكري عن أقادير أن "لها خمسة أبواب ثلاثة منها في القبلة باب الحمام وباب وهب وباب لخوجة وفي الشرق باب العقبة وفي الغرب باب أبي قرة".
وقد بقي سور تقرارات قائمًا إلى الفترة الحديثة، أي مرحلة الاستعمار الفرنسي، وأبوابه هي: باب القرمدين وباب سور الحمام وباب الحلوى في الشمال، وباب زير (سويقة) وباب الربط وباب السجان في الشرق، وباب الجياد وباب تقرقرت وباب الحديد في القبلة، وباب كشوط وباب سقا في الغرب. ومجموع هذه الأبواب أحد عشر بابًا، يضافون إلى ستة أبواب المدينة القديمة أقادير.
وقد قام يغمراسن بهدم أربعة أبواب حينما جمع بين أقادير وتقرارت لإنشاء تلمسان، فأهدم باب أبي قرة من جهة السور الغربي لأقادير وأبواب زير السويقة وباب الربط وباب السجان من جهة الشرق، فبقيت ثلاثة عشر بابًا كما ذكر أبو الفداء. وجاء في «معجم البلدان» لياقوت الحموي إشارة إلى تقارب السورين المهدومين حيث قال: «أن تلمسان مدينتان مسورتان لا يبعد أحد السورين عن الآخر ألا بقدر مرمى حجر». أما السور الخارجي، فكانت له خمسة أبواب مقابلة للخمسة أبواب الكبيرة من السور الداخلي، ذكر اثنان منها في قصيدة لأبي عبد الله محمد بن يوسف القيسي أوردها يحيى بن خلدون، وهما باب الرجاء الذي كان يقابل باب الجياد في السور الداخلي وطريقه تؤدي إلى قرية العباد، وباب الملعب وكان على الطريق المؤدي إلى المنصورة. أما الباب الثالث، فهو باب أصيلان مقابل باب القرمدين، نص عليه يحيى بن خلدون في «بغية الرواد» وسماه الإدريسي باب أسلان في طريق «مصب الوادي» (تافتة). الباب الرابع هو باب الزاوية وموقعه مقابل باب الحلوي من السور الداخلي. وكان الباب الخامس يعرف بباب العزافين، على طريق نهر الصفصيف ويقابله باب العقبة، جاء ذكره عند ابن مريم في «البستان».

## دور سوري تلمسان
وكان لتوفر تلمسان على سورين، داخلي وخارجي، دورًا كبيرًا في مقاومة أهل المدينة لبني مرين وصمودهم الطويل أمام حصار ملوك المرينيين الذي دام أزيد من ثمانية أعوام، بحيث استغل التلمسانيون المساحات الواقعة بين السورين لتوفير ما يحتاجونه من إنتاج زراعي، وتربية المواشي والدواجن، وتخزين المياه وما إلى ذلك ولو بقدر قليل

## وصلات ذات صلة
1. تلمسان
2. تاريخ تلمسان